# Bulbine esterhuyseniae
Bulbine esterhuyseniae är en grästrädsväxtart som beskrevs av Baijnath. Bulbine esterhuyseniae ingår i släktet bulbiner, och familjen grästrädsväxter. Inga underarter finns listade i Catalogue of Life.